# Чумак Дмитро Віталійович
Чумак Дмитро Віталійович (нар. 11 липня 1990) — український важкоатлет, майстер спорту України, триразовий чемпіон Європи.
Майстер спорту міжнародного класу. Заслужений майстер спорту.
Під час тренувань у спортзалі у Конча-Заспі його помітив тодішній тренер жіночої збірної України з важкої атлетики Денис Готфрід, який почав його тренувати.
Бронзовий призер чемпіонату світу в багатоборстві 2015-го року.
Учасник Олімпійських ігор 2016 р. Багаторазовий чемпіон та рекордсмен Украіни.

## Результати
| Рік              | Місце                    | Вага             | Ривок            | Ривок            | Ривок            | Ривок            | Поштовх          | Поштовх          | Поштовх          | Поштовх          | Загалом          | Місце            |
| Рік              | Місце                    | Вага             | 1                | 2                | 3                | Місце            | 1                | 2                | 3                | Місце            | Загалом          | Місце            |
| Олімпійські ігри | Олімпійські ігри         | Олімпійські ігри | Олімпійські ігри | Олімпійські ігри | Олімпійські ігри | Олімпійські ігри | Олімпійські ігри | Олімпійські ігри | Олімпійські ігри | Олімпійські ігри | Олімпійські ігри | Олімпійські ігри |
| ---------------- | ------------------------ | ---------------- | ---------------- | ---------------- | ---------------- | ---------------- | ---------------- | ---------------- | ---------------- | ---------------- | ---------------- | ---------------- |
| 2016             | Ріо-де-Жанейро, Бразилія | до 94 кг         | 174              | 174              | 177              | 6                | 213              | 213              | 220              | 6                | 387              | 6                |
| Чемпіонат світу  |                          |                  |                  |                  |                  |                  |                  |                  |                  |                  |                  |                  |
| 2019             | Паттая, Таїланд          | до 102 кг        | 176              | 176              | 176              | 4                | 213              | 217              | 217              | 3                | 393              | 4                |
| 2018             | Ашгабат, Туркменістан    | до 102 кг        | 171              | 176              | 179              | 3                | 210              | 217              | 221              | 2                | 393              | 2                |
| 2015             | Х'юстон, США             | до 94 кг         | 171              | 175              | 178              | 4                | 206              | 211              | 217              | 4                | 386              | 3                |
| 2014             | Алмати, Казахстан        | до 94 кг         | 173              | 177              | 178              | 6                | 205              | 210              | 215              | 8                | 383              | 8                |
| Чемпіонат Європи |                          |                  |                  |                  |                  |                  |                  |                  |                  |                  |                  |                  |
| 2021             | Москва, Росія            | до 109 кг        | 181              | 181              | 181              | 4                | 220              | 226              | 226              | 1                | 407              | 1                |
| 2019             | Батумі, Грузія           | до 102 кг        | 171              | 175              | 175              | 1                | 210              | 216              | 229              | 1                | 391              | 1                |
| 2017             | Спліт, Хорватія          | до 94 кг         | 170              | 174              | 178              | 2                | 207              | 210              | 214              | 1                | 388              | 1                |
| Кубок світу      |                          |                  |                  |                  |                  |                  |                  |                  |                  |                  |                  |                  |
| 2020             | Рим, Італія              | до 109 кг        | 176              | 180              | 183              | 3                | 216              | 220              | 225              | 1                | 405              | 1                |